# Paracromastigum ryszardii
Paracromastigum ryszardii là một loài Rêu trong họ Lepidoziaceae. Loài này được Váňa, Bednarek-Ochyra & Cykowska mô tả khoa học đầu tiên năm 2009.